# Prospero Verlag
Der Prospero Verlag, Münster und Berlin war ein 2009 von Tom van Endert und Johannes Monse gegründeter Verlag mit Sitz in Münster und Berlin. Er war ein unabhängiger Imprint-Verlag des Verlagshauses Monsenstein und Vannerdat OHG, das 2016 seinen Betrieb einstellte, und zählte zu den Independent-Verlagen. Die Verlagsleitung hatten Johannes Monse und Britta Kamp inne.
Der Verlag war Mitglied im Börsenverein des Deutschen Buchhandels.

## Programm
Der Schwerpunkt des Verlags lag auf zeitgeschichtlichen Sachbüchern und Literatur. Im Sachbuchbereich wurden etwa Ernst Piper, Christof Wackernagel, Efraim Zuroff, Zev Birger, Stefan Klemp, Heinrich Hannover und Marcus Klingberg verlegt, im Bereich Literatur die Krimiautorin Nele Neuhaus und die Amerikanerin Abigail Padgett sowie beispielsweise Izabela Szolc, Charlotte Worgitzky, François Loeb, Jan Groh, Knut Müller und Maša Kolanović.

## Initiative »Fenster zum Osten«
Der Prospero Verlag hatte im Jahr 2011 die literarische Initiative »Fenster zum Osten« initiiert, in deren Rahmen dem deutschen Leser belletristische Werke und die Kultur osteuropäischer Länder nähergebracht werden sollten. Sie wurde vom kroatischen Kulturministerium und dem polnischen Buchinstitut unterstützt.